# Березанский, Юрий Макарович
Юрий Макарович Березанский (8 мая 1925, Киев — 7 июня 2019) — советский и украинский математик, доктор физико-математических наук, профессор, академик Национальной академии наук Украины.

## Биография
Родился Ю. М. Березанский в интеллигентной украинской семье (отец был агрономом, мать — библиотекарем) в Киеве; с этим городом связана вся его дальнейшая жизнь. В 1944 г. после восьмого класса общеобразовательной школы поступил в Киевского государственного университета им. Т. Г. Шевченко на физико-математический факультет. В то время в университете преподавал С. И. Зуховицкий.
По окончании университета (1948 г.) Ю. М. Березанский поступил в аспирантуру при отделе алгебры и функционального анализа Института математики АН УССР (ныне НАН Украины). Научным руководителем был М. Г. Крейн. Здесь он защитил обе свои диссертации:
- кандидатскую «Гиперкомплексные системы с компактным и дискретным базисом» (1951),
- докторскую «Некоторые вопросы спектральной теории уравнений с частными разностями и частными производными» (1955).

Здесь он занимал все научные должности вплоть до заведующего отдела вначале математического (1960—1986 гг.), а затем функционального (1986—2001 гг.) анализа, стал членом-корреспондентом (1964 г.), а впоследствии (1988 г.) академиком НАН Украины. Ю. М. Березанский — лауреат Государственной премии Украины в области науки и техники (1998) и премии НАН Украины им. М. М. Крылова (1980 г.) и М. М. Боголюбова (1997).

## Научные интересы
На протяжении своей научной деятельности Ю. М. Березанский работал в области функционального анализа, теории операторов, теории дифференциальных уравнений и их приложений.
Основные направления его исследований — спектральная теория самоспряжених операторов, в частности дифференциальных с частными производными и разностных уравнений в частных разницам, обобщенные функции, гармонический анализ, граничные задачи для дифференциальных и разностных уравнений, обратные задачи спектрального анализа, бесконечномерный анализ.
Среди учащихся Ю. М. Березанского 10 докторов и 33 кандидата наук.
Березанский — член редколлегий нескольких математических журналов, основатель и главный редактор англоязычного киевского журнала «Methods of Functional Analysis and Topology» («Методы функционального анализа и топологии»).

## Семья
Жена — София Станиславовна Березанская, археолог по специальности. Их дочь Наталия работала в Институте биохимии НАНУ.